# Rick Roberts (Schauspieler)
Richard Charles „Rick“ Roberts (* 13. November 1965 in Hamilton, Ontario) ist ein kanadischer Schauspieler und Dramaturg.

## Leben
Rick Roberts wuchs in Edmonton, Alberta auf und studierte Schauspiel an der National Theatre School of Canada, wo er 1991 seinen Abschluss machte. Seine erste Rolle hatte er 1992 in der Fernsehserie Beyond Reality. 1993 spielte er in der Miniserie John F. Kennedy – Wilde Jugend Jimmy Rousmaniere. Es folgte ein Auftritt in dem Kinofilm Liebe und andere Grausamkeiten. Von da ab trat er vermehrt in Nebenrollen sowohl in Spielfilmen, als auch in Fernsehserien auf.
Von 1996 bis 1998 spielte er Donald D’Arby in der Fernsehserie Traders. Für seine Darstellung wurde er für einen Gemini Award nominiert. Anschließend spielte er Dr. Evan Newman in der Arztserie L.A. Doctors. Für diese Rolle zog er nach Los Angeles. Es folgte eine weitere Hauptrolle in der Fernsehserie An American in Canada, für die er wieder für den Gemini Award sowie für den ACTRA nominiert wurde. Es folgte die Anwaltsserie This Is Wonderland.
Es folgten einige Gastrollen, unter anderem in Haven, Copper – Justice is brutal, Cracked und Republic of Doyle – Einsatz für zwei. 2014 wurde er zweimal für den Canadian Screen Award nominiert, einmal für eine Gastrolle bei Cracked. Die zweite Nominierung erhielt er als Hauptdarsteller im Film Jack. Seine Darstellung wurde auch mit einem ACTRA ausgezeichnet. Von 2015 bis 2016 war er in der Fernsehserie This Life zu sehen.
Neben seiner Filmkarriere ist er auch im kanadischen Theater aktiv. Neben seiner Arbeit als Schauspieler schrieb er auch das Drehbuch für einige Produktionen. Für seine Leistung wurde insgesamt sieben Mal für den Dora Mavor Moore Award nominiert, der von der Toronto Alliance for the Performing Arts verleihen wird.

## Filmografie (Auswahl)
Fernsehen
- 1993: Beyond Reality (Fernsehserie, 1 Folge)
- 1993: John F. Kennedy – Wilde Jugend (J.F.K.: Reckless Youth, Miniserie)
- 1995: Der Killer aus dem Schatten (The Man in the Attic)
- 1996: Warnung aus dem Jenseits (The Haunting of Lisa)
- 1996–1998: Traders (Fernsehserie)
- 1998–1999: L.A. Doctors (Fernsehserie)
- 1999: Tödlicher Countdown (As Time Runs Out)
- 2002–2003: An American in Canada (Fernsehserie)
- 2005–2006: This Is Wonderland (Fernsehserie)
- 2006: Angela Henson – Das Auge des FBI (Angela's Eyes, Fernsehserie, 7 Folgen)
- 2007:The Company – Im Auftrag der CIA (The Company, Miniserie)
- 2008: Murdoch Mysteries (Fernsehserie, 1 Folge)
- 2009: Zone of Separation – Das Kriegsgebiet (ZOS: Zone of Separation, Miniserie)
- 2009–2010: Cra$h & Burn (Fernsehserie, 6 Folgen)
- 2010: Degrassi: The Next Generation (Degrassi, Fernsehserie, 1 Folge)
- 2010: Haven (Fernsehserie, 1 Folge)
- 2010: Heartland – Paradies für Pferde (Heartland, Fernsehserie, 1 Folge)
- 2011: Against the Wall (Fernsehserie, 1 Folge)
- 2011–2014: Republic of Doyle – Einsatz für zwei (Republic of Doyle, Fernsehserie, 12 Folgen)
- 2012: Unsere kleine Moschee (Little Mosque on the Prairie, Fernsehserie, 1 Folge)
- 2012, 2014: Saving Hope (Fernsehserie, 2 Folgen)
- 2012: Copper – Justice is Brutal! (Copper, Fernsehserie, 2 Folgen)
- 2012: Perception (Fernsehserie, 1 Folge)
- 2013: Played (Fernsehserie, 1 Folge)
- 2013: The Listener – Hellhörig (Listener, Fernsehserie, 1 Folge)
- 2013: Cracked (Fernsehserie, 1 Folge)
- 2013: Immer wieder Weihnachten (Pete’s Christmas)
- 2013: King & Maxwell (Fernsehserie, 1 Folge)
- 2013: Rookie Blue (Fernsehserie, 1 Folge)
- 2013: Jack
- 2014: Covert Affairs (Fernsehserie, 3 Folgen)
- 2014: Suits (Fernsehserie, 1 Folge)
- 2015: Between (Fernsehserie, 2 Folgen)
- 2015–2016: This Life (Fernsehserie, 20 Folgen)
- 2016: Sensitive Skin (Fernsehserie, 1 Folge)
- 2018: Designated Survivor (Fernsehserie, 4 Folgen)
- 2019: Coroner – Fachgebiet Mord (Coroner, Fernsehserie, 2 Folgen)

Kino/DVD
- 1993: Liebe und andere Grausamkeiten (Love & Human Remains)
- 1996: Kein Mann ist perfekt ((Waiting for Michelangelo))
- 1997: Ein Abschied für immer? (Time to Say Goodbye?)
- 2012: Für immer dein (Still Mine)
- 2016: Die Erfindung der Wahrheit (Miss Sloane)

## Auszeichnungen
| Jahr | Auszeichnung           | Kategorie                                                                                   | Werk                              | Ergebnis  | Ref.  |
| ---- | ---------------------- | ------------------------------------------------------------------------------------------- | --------------------------------- | --------- | ----- |
| 1998 | Gemini Awards          | Best Performance by an Actor in a Featured Supporting Role in a Dramatic Series             | Traders                           | Nominiert | [ 4 ] |
| 2003 | Gemini Awards          | Best Ensemble Performance in a Comedy Program or Series                                     | An American in Canada             | Nominiert | [ 4 ] |
| 2003 | ACTRA Toronto Awards   | Outstanding Performance – Male                                                              | An American in Canada             | Nominiert | [ 5 ] |
| 2004 | Dora Awards            | Outstanding Performance by a Male in a Principal Role – Play                                | Hotel Loopy                       | Nominiert | [ 3 ] |
| 2005 | Dora Awards            | Outstanding Performance by a Male                                                           | Outstanding Performance by a Male | Nominiert | [ 3 ] |
| 2005 | Dora Awards            | Outstanding New Play or Musical                                                             | Kite                              | Nominiert | [ 3 ] |
| 2007 | Dora Awards            | Outstanding Performance by a Male in a Principal Role – Play                                | John and Beatrice                 | Nominiert | [ 3 ] |
| 2008 | Dora Awards            | Outstanding Performance by a Male in a Principal Role – Musical                             | Fire                              | Nominiert | [ 3 ] |
| 2009 | Dora Awards            | Outstanding New Play or Musical (shared with Brendan Gall, Mike McPhaden & Julie Tepperman) | The Gladstone Variations          | Nominiert | [ 3 ] |
| 2010 | Dora Awards            | Outstanding New Musical or Opera (shared with Allen Cole, Melody A Johnson)                 | Mimi                              | Nominiert | [ 3 ] |
| 2014 | Canadian Screen Awards | Best Performance in a Guest Role, Dramatic Series                                           | Cracked                           | Nominiert | [ 4 ] |
| 2014 | Canadian Screen Awards | Best Performance by an Actor in a Leading Role in a Dramatic Program or Mini-Series         | Jack                              | Gewonnen  | [ 4 ] |
| 2014 | ACTRA Toronto Awards   | Outstanding Performance – Male                                                              | Jack                              | Gewonnen  | [ 4 ] |